# Mardocheo (nome)
Mardocheo  è un nome proprio di persona italiano maschile.

## Varianti in altre lingue
- Catalano: Mardoqueu[2]
- Ebraico: מָרְדְּכַי (Mordechai, Mordecai)[3][4], מָרְדֳּכַי (Mordochai)[3]
- Francese: Mardochée
- Greco biblico: Μαρδοχαῖος (Mardochaios)[5]
- Inglese: Mordecai[3][4][6]
- Latino ecclesiastico: Mardochaeus[5]
- Polacco: Mardocheusz, Mordechaj
- Russo: Мардохе́й (Mardochej)
- Spagnolo: Mardoqueo[2]
- Yiddish:
  - Ipocoristici: Motke[3], Motel[3]

## Origine e diffusione

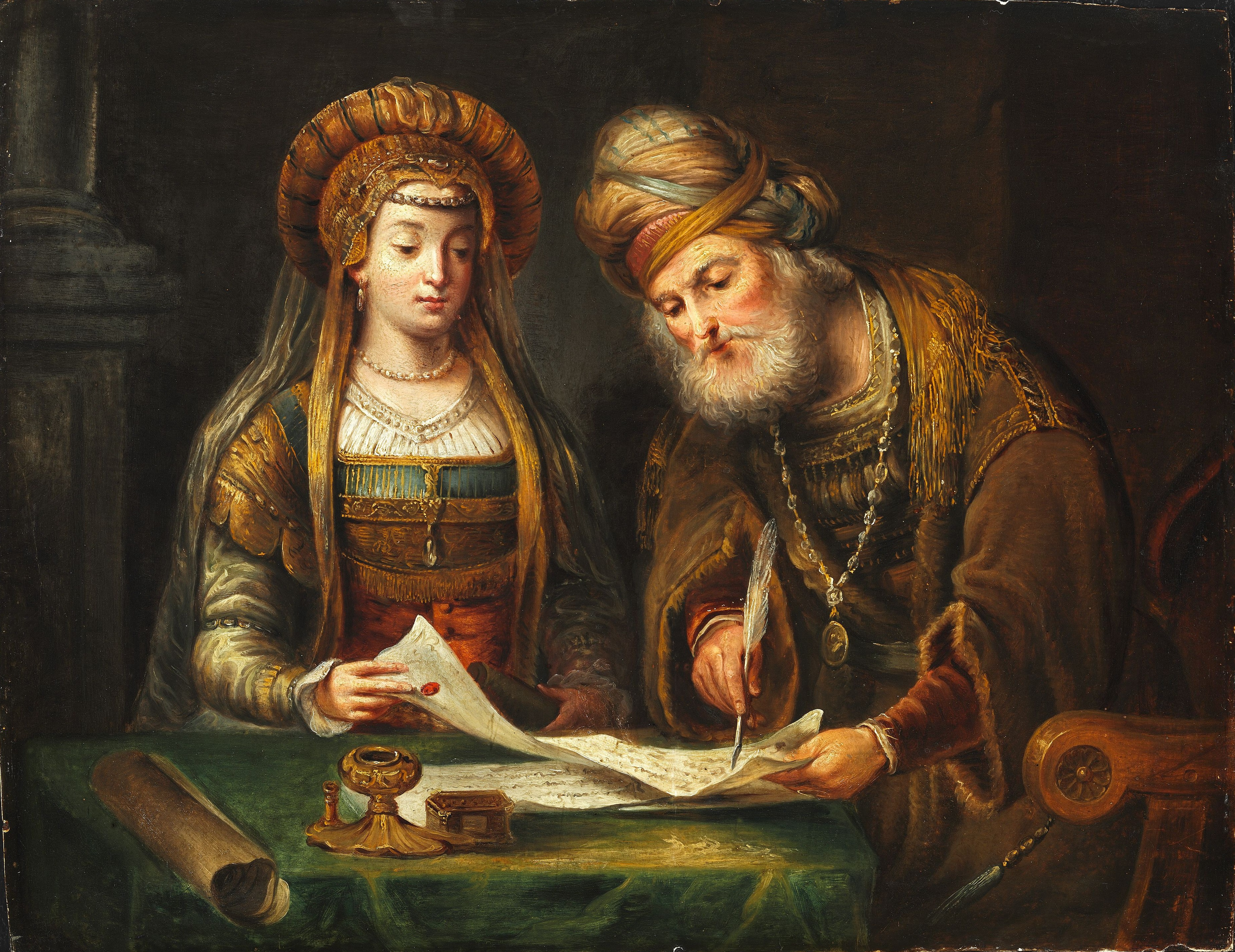
Mardocheo ed Ester in un dipinto dopo Aert de Gelder

Deriva da מָרְדְּכַי (Mordechai) o מָרְדֳּכַי (Mordochai), la forma ebraicizzata di un nome babilonese o persiano, il cui significato è "uomo di Marduk", "servo di Marduk", "relativo a Marduk" (Marduk era il dio supremo di Babilonia).
Si tratta di un nome biblico, portato nell'Antico Testamento da Mardocheo, cugino e padre adottivo di Ester. In Italia il nome gode di scarsissima diffusione, sia nella forma adattata "Mardocheo", sia in quelle più fedeli all'originale "Mordechai" e "Mordechay", ed è circoscritto sostanzialmente alle comunità ebraiche.

## Onomastico
Il nome è adespota, non essendo portato da alcun santo. L'onomastico si festeggia dunque il 1º novembre, giorno di Ognissanti.

## Persone

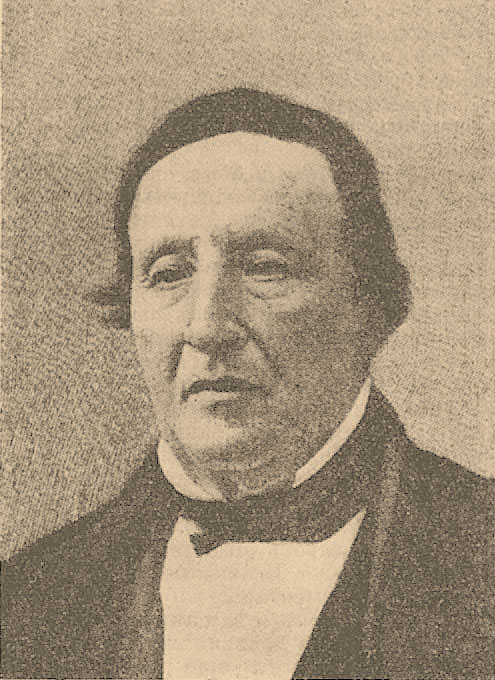
Mordecai Manuel Noah

### Variante Mordecai
- Mordecai Ardon, artista israeliano
- Mordecai Brown, giocatore di baseball statunitense
- Mordecai Cubitt Cooke, botanico e micologo britannico
- Mordecai Ghirondi, rabbino e scrittore israeliano
- Mordecai Gorelik, scenografo russo
- Mordecai Kaplan, rabbino e filosofo statunitense
- Mordecai Maisel, politico e filantropo ceco
- Mordecai Manuel Noah, drammaturgo, diplomatico e giornalista statunitense
- Mordecai Richler, scrittore e sceneggiatore canadese

### Variante Mordechai

Mordechai Abi Serur

- Mordechai Abi Serur, rabbino ed esploratore marocchino
- Mordechai Hefez, cestista israeliano
- Mordechai Rotenberg, psicologo e sociologo israeliano
- Mordechai Spiegler, calciatore e allenatore di calcio israeliano
- Mordechai Vanunu, attivista israeliano

### Altre varianti
- Mordechaj Anielewicz, antifascista polacco
- Mordechaï Podchlebnik, mecenate polacco

## Il nome nelle arti
- Mordecai è un personaggio della serie animata Regular Show.
- Mordecai è un brano del gruppo progressive metal americano Between the Buried and Me dell'album The Silent Circus.
- Mordecai è un personaggio del videogioco Borderlands.
- Mordecai è un personaggio del romanzo di George Eliot Daniel Deronda.
- Mordecai è un personaggio del film del 1973 Lo straniero senza nome, diretto da Clint Eastwood.
- Mordecai è il nome del falco di Richie Tenenbaum nel film del 2001 I Tenenbaum, diretto da Wes Anderson.
- Mordechai è un personaggio del film del 1995 Corsari, diretto da Renny Harlin.
- Mordechai è un personaggio del film del 1998 Train de vie - Un treno per vivere, diretto da Radu Mihăileanu.
- Mordecai è un personaggio della serie di libri L'autobus del brivido, scritti da Paul Van Loon.
- Mordecai Green è un personaggio del romanzo di John Grisham L'avvocato di strada.
- Mordechai Meisl è un personaggio della serie a fumetti Dampyr.
- Mordecai Midler è un personaggio del film del 2011 This Must Be the Place, diretto da Paolo Sorrentino.
- Mordecai Shadrach è un personaggio del romanzo del 1976 di Robert Silverberg Shadrach nella fornace.
- Mordechai è un personaggio del romanzo Il cimitero di Praga di Umberto Eco: si tratta di un ebreo che Giovanni Battista Simonini, nonno del protagonista Simone, incontra nel ghetto di Torino.
- Mordecai è un personaggio del film del 2012 Quella casa nel bosco, diretto da Drew Goddard.